# Gimme Some
| Оценки критиков | Оценки критиков |
| Источник        | Оценка          |
| --------------- | --------------- |
| Allmusic        | [ 1 ]           |
| Spin            | [ 2 ]           |
| Clash           | [ 3 ]           |
| Pitchfork Media | (6.2/10.0)      |

Gimme Some — шестой студийный альбом шведской инди-поп-рок-группы Peter Bjorn and John. Релиз альбома состоялся 28 марта в Европе и 29 марта 2011 года в США.

## Список композиций
| №   | Название                    | Длительность |
| --- | --------------------------- | ------------ |
| 1.  | «Tomorrow Has to Wait»      | 3:00         |
| 2.  | «Dig a Little Deeper»       | 3:52         |
| 3.  | «Second Chance»             | 4:15         |
| 4.  | «Eyes»                      | 2:55         |
| 5.  | «Breaker, Breaker»          | 1:41         |
| 6.  | «May Seem Macabre»          | 4:44         |
| 7.  | «(Don't Let Them) Cool Off» | 2:50         |
| 8.  | «Black Book»                | 1:38         |
| 9.  | «Down Like Me»              | 3:51         |
| 10. | «Lies»                      | 3:13         |
| 11. | «I Know You Don't Love Me»  | 5:38         |

## Синглы
1. «Second Chance» (24 января 2011 года)